# Stortjärnen (Hede socken, Härjedalen, 694239-135878)
Stortjärnen är en sjö i Härjedalens kommun i Härjedalen och ingår i Ljusnans huvudavrinningsområde. Sjön har en area på 0,107 kvadratkilometer och ligger 794,4 meter över havet. Sjön avvattnas av vattendraget Unnsån.

## Delavrinningsområde
Stortjärnen ingår i det delavrinningsområde (694323-135996) som SMHI kallar för Ovan 694252-136172. Medelhöjden är 802 meter över havet och ytan är 5,82 kvadratkilometer. Det finns inga avrinningsområden uppströms utan avrinningsområdet är högsta punkten. Unnsån som avvattnar avrinningsområdet har biflödesordning 3, vilket innebär att vattnet flödar genom totalt 3 vattendrag innan det når havet efter 358 kilometer. Avrinningsområdet består mestadels av skog (80 procent). Avrinningsområdet har 0,18 kvadratkilometer vattenytor vilket ger det en sjöprocent på 3,1 procent.